# Essviks AIF
Essviks AIF (Essviks Allmänna Idrotts Förening) är ett svenskt fotbollslag från Essvik i Sundsvalls kommun.  Klubben har ett publikrekord på 2 325 personer mot IFK Östersund i en kvalmatch till gamla div. II 12 oktober 1969. Men det kan ha varit ännu fler när man mötte GIF Sundsvall i div. III Södra Norrland 1984. Säsongen 2020 resulterade i att A-laget höll sig kvar i division IV Medelpad med en 7:e plats.
Klubben har fostrat spelare som Anders Lindahl, bröderna Mats och Magnus Olsson, Paya Pichkah, Alex Åsenlund, Hasse Andersson, Johan Bengtsson och Oscar Wallin. Morfadern till Riccardo Gagliolo har spelat i klubben. Klubben är ansluten till Medelpads Fotbollförbund. 